# Directorio de Omsk
El Directorio de Omsk, cuyo nombre oficial fue el de Gobierno Provisional Panruso (en ruso: Временное Всероссийское правительство), fue un efímero Gobierno antibolchevique instalado en la ciudad siberiana de Omsk en el otoño de 1918 tras la conferencia de Ufá celebrada para tratar de unificar a los distintos grupos antibolcheviques rusos. Con escasa autoridad efectiva, fue derrocado por un golpe militar conservador que traspasó el poder al almirante Aleksandr Kolchak en noviembre de 1918.
El Directorio fue el resultado de diversas negociaciones entre las distintas autoridades gubernamentales antibolcheviques que incluyeron tres conferencias celebradas en julio, agosto y septiembre de 1918, llevadas a cabo primordialmente por la presión de los Aliados, que deseaban la unificación de las fuerzas opuestas al Gobierno de Moscú.
Instalado en Omsk a comienzos de octubre, su autoridad efectiva fue nula y se mostró dependiente de la administración y las tropas del Gobierno Provisional Siberiano (GPS), que prácticamente lo absorbió. Sin burocracia propia, con poderes mal definidos y sin fuerzas armadas bajo su mando directo, hubo de ceder paulatinamente a las exigencias del conservador GPS hasta que una conspiración de elementos derechistas lo derrocó la noche del 17 de noviembre de 1918 e instauró una dictadura militar con el almirante Kolchak al frente.

## Antecedentes

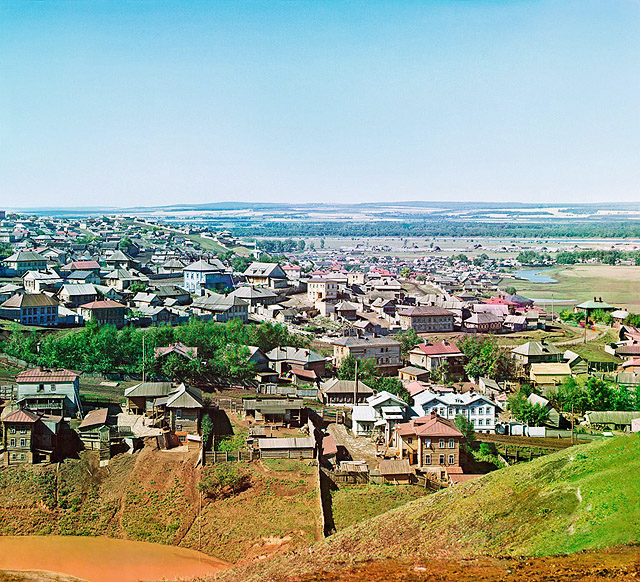
Ufá en 1910. A los pies de los Urales y última ciudad antes de los mismos a lo largo del ferrocarril. En 1918, era una ciudad de provincias donde se reunieron delegados de los distintos movimientos antibolcheviques para tratar de formar una autoridad común contra el Gobierno de Lenin en Moscú.

Ante el avance de los Ejércitos bolcheviques hacia Siberia a comienzos de septiembre de 1918, delegados de catorce «Gobiernos» y nueve partidos políticos y otras organizaciones se reunieron en la ciudad de Ufá para tratar de formar un frente unido contra el Gobierno de Lenin, objetivo que no habían logrado hasta entonces. Estas autoridades habían surgido entre el Volga y Vladivostok aprovechando la revuelta de la Legión Checoslovaca contra las autoridades soviéticas en el verano. Las dos principales eran el Komuch (Comité de Miembros de la Asamblea Constituyente), con sede en Samara, y el Gobierno Provisional Siberiano centrado en Omsk. La iniciativa de la reunión y de la formación de un nuevo Gobierno de unidad no partió, empero, de estos, sino de los Aliados, la Legión y la «Unión por la Regeneración de Rusia» (URR), que deseaban un Gobierno unido rival al soviético. La Legión había expresado su desesperación y hartazgo por tener que llevar el peso de los combates contra los soviéticos mientras las autoridades rusas antibolcheviques eran incapaces de agruparse y formar un frente unido.
Los intentos anteriores de unión, celebrados en Cheliábinsk a mediados de julio (15-18 de julio de 1918), habían fracasado ante los intensos recelos del Komuch y el GPS. Nuevamente reunidos en la ciudad a finales de agosto (23-25 de agosto de 1918), las diferencias continuaron. La reunión de Ufá se había organizado con escasas ilusiones de éxito ante la actitud de las partes en las anteriores, que ni siquiera se pusieron de acuerdo en el lugar de esta tercera conferencia sin la intervención de la presidencia de la segunda.
A pesar de haberse fijado su reunión para el 1 de septiembre, el retraso en llegar de varias delegaciones hizo que la conferencia se pospusiese una semana. La conferencia comenzó el 8 de septiembre de 1918 en el Gran Hotel Siberiano de la tranquila ciudad, presidida por el socialrevolucionario Nikolái Avkséntiev, antiguo ministro de Interior del Gobierno Provisional Ruso y expresidente del Preparlamento antes de la Revolución de Octubre, y por entonces miembro destacado de la «Unión por la Regeneración», y reunió a cerca de ciento setenta delegados. Llamando con vehemencia a la unidad, las palabras de Avkséntiev recibieron el respaldo de los hechos cuando dos días más tarde las unidades de Trotski retomaron Kazán, y el 14 de septiembre Simbirsk. El Ejército Popular de Komuch se hallaba al borde de la desintegración. Los representantes del GPS acudieron a la conferencia tardíamente el 12 de septiembre, con escasa disposición al acuerdo. El Gobierno de Omsk no solo no envió a sus ministros a la reunión, sino que se trasladó el día de su inauguración al Extremo Oriente ruso para lograr el reconocimiento aliado a su Gobierno y lograr la subordinación de las autoridades antibolcheviques de la zona.
La conferencia celebró cinco sesiones, cuatro de ellas plenarias. En la quinta se votó la constitución propuesta por un comité de expertos y la composición de un nuevo Directorio, Gobierno común que debía ser aceptado por todas las delegaciones.
El principal motivo de desacuerdo entre las partes fue el papel de la Asamblea Constituyente, fundamental para los socialrevolucionarios y prescindible para los kadetes, al menos en su composición de 1917. El papel de la Asamblea se debía a la importancia concedida al órgano frente al que debía responder el nuevo Directorio. Tras largas negociaciones los socialrevolucionarios acabaron cediendo, aceptaron la propuesta de la URR, admitiendo que el Directorio fuese soberano y se retrasara la reunión de la Asamblea a enero o febrero de 1919, con un mínimo cuórum (250 diputados en enero o 170 en febrero). Estos términos hacían prácticamente imposible su reunión.
Una vez superado el escollo sobre la Asamblea, los distintos delegados aceptaron ceder su autoridad a un nuevo organismo unificado que se anunció el 23 de septiembre de 1918: un nuevo «Gobierno Provisional Panruso», formado por un Directorio de cinco miembros. La conferencia se clausuró el 24 de septiembre tras haber investido temporalmente al Directorio con el poder supremo en el país. El pacto se logró únicamente tras grandes presiones de checoslovacos y Aliados, tanto sobre la composición del Directorio como sobre las condiciones acordadas en la conferencia.

## El Directorio
El Directorio lo habían de formar socialistas y liberales. Entre los primeros se contaban el propio Avkséntiev, presidente del mismo, Nikolái Chaikovski, por entonces presidente de la Administración Suprema del Norte, con sede en Arcángel, y Piotr Vologodski, abogado socialrevolucionario de Tomsk, presidente del GPS. Entre los segundos se eligió al kadete Nikolái Ástrov, entonces en Ekaterinodar junto a Antón Denikin, y al general Vasili Bóldyrev, que debía mandar los ejércitos del Directorio y era también miembro de la Unión.
Pronto se vieron frustrados los planes unificadores: Chaikovski rechazó su nombramiento y mantuvo su independencia en el Norte, mientras que Ástrov decidió permanecer en el Sur. Los dos fueron sustituidos por Vladímir Zenzínov, socialrevolucionario que había sido miembro del comité central del Sóviet de Petrogrado y Vladímir Vinográdov, abogado kadete y antiguo diputado de la Duma Imperial de Rusia.
De todos ellos, Avkséntiev, Zenzínov y Bóldyrev pertenecían a la URR, que mostró su gran influencia aparente, aunque el poder real seguía en manos de los socialrevolucionarios del Komuch y el Ejército siberiano que sostenía al GPS.

## Evolución
No solo Chaikovski en el norte y Denikin en el sur mantuvieron su separación del nuevo Gobierno teóricamente unificador, sino que algunos socialrevolucionarios rechazaron también los resultados de la conferencia de Ufá. Los conservadores, por su parte, a pesar de aceptar teóricamente al nuevo Gobierno, seguían exigiendo la formación de una dictadura que unificase en la práctica a los distintos movimientos antibolcheviques. La delegación menchevique rechazó las concesiones sobre la asamblea constituyente y se retiró. Otros problemas eran resultado de la propia conferencia que había creado el Directorio: para conservar la unidad no se había definido un programa claro de gobierno, no existía un plan explícito de traspaso del poder de las autoridades antibolcheviques al Directorio, no quedó aclarado qué entes permanecerían como autoridades regionales subordinadas al Directorio y cuáles se disolverían y no se había creado un nuevo funcionariado que aplicase las políticas del Directorio. La ubicación del Directorio tampoco se había decidido durante la conferencia, y pasaron varios días hasta que finalmente se decidió que se instalaría en Omsk.
La situación del Directorio fue precaria desde el comienzo. Instalado en un vagón a las afueras de Omsk, por entonces ciudad de intrigas, conspiraciones y asesinatos y de gran tensión entre las fracciones socialistas y los conservadores. La autoridad del directorio era escasa. No contaba tampoco con fuentes de financiación estables. La situación recordaba a los últimos días del Gobierno de Aleksandr Kérenski donde una apariencia de actividad trataba de ocultar la falta de poder real del Gobierno. Su actitud ante las reformas exigidas por la población fue también similar: posponer las medidas consideradas conflictivas y defender de manera vaga una serie de derechos y normativas que quedaban relegadas ante el principal objetivo, la victoria militar sobre los soviéticos, la reunificación del país y la continuación de la guerra contra Alemania. El Directorio no controlaba tampoco la administración ni las fuerzas armadas. Desde el comienzo el Directorio hubo de enfrentarse a la autoridad rival del GPS en Omsk, del que dependía por completo. El Directorio carecía de apoyos, tanto de la izquierda como de la derecha, y no tenía poder alguno.
Los miembros del Directorio llegaron el 9 de octubre de 1918 a la desierta estación de Omsk, donde el GPS no envió a nadie a recibirles. Desde los primeros días en la nueva capital el GPS dio la impresión a los directores de percibirlos como invitados no deseados, y no proporcionó alojamiento alguno, ni acceso a las comunicaciones sin su previo consentimiento. Tras el GPS se escondía además el verdadero centro de poder en Omsk, el Ejército, que restauró el código militar zarista, a pesar de la oposición de los directores socialrevolucionarios. El GPS presentó una serie de condiciones que indicaban su intención de mantener su independencia en la región y de continuar con su política hasta el momento, además de imponer a sus candidatos para el Consejo de Ministros que debía formar el Directorio. Ante las insinuaciones de la misión militar británica, llegada a Omsk el 21 de octubre de 1918, de que únicamente si se lograba un rápido acuerdo el Directorio podría contar con la ayuda británica, este cedió a las exigencias del GPS.
Antes de disolverse formalmente el 4 de noviembre de 1918, el GPS había logrado copar diez de los catorce ministerios creados por el Directorio, incluyendo la presidencia, que se entregó a Vologodski. Ni un solo ministro provenía de los socialrevolucionarios del Komuch. El 6 de noviembre, habiéndose disuelto teóricamente el GPS, se ordenó la disolución del resto de las autoridades regionales que habían aceptado el Directorio, lo que concentró toda la autoridad de la zona en Omsk y facilitó un golpe militar.
A finales de octubre, la Legión Checoslovaca era la única fuerza militar relevante verdaderamente fiel al directorio, al que se ofreció para limpiar la ciudad de opositores encubiertos, ofrecimiento que fue rechazado. El directorio no se atrevió a usar la fuerza para reforzar su posición. La necesidad de utilizar a las tropas checas y eslovacas en la retaguardia para garantizar un mínimo de orden debilitó el frente. Ante la falta de decisión del Directorio, la proclamación de la independencia de Checoslovaquia el 28 de octubre de 1918 y la inminente rendición austro-germana, los checos decidieron abandonar la lucha y regresar a Europa.

## Caída
Privado del apoyo de la Legión y rodeado de conspiradores que deseaban su caída, el derrocamiento del Directorio era cuestión de tiempo. La noche del 17 de noviembre de 1918, un grupo de oficiales cosacos acudieron a la casa del viceministro de Exteriores, un socialrevolucionario, donde se encontraban reunidos Avkséntiev y Zenzínov y otros destacados socialrevolucionarios, y los arrestaron. Trasladados en camión a las afueras de la ciudad a un cuartel militar, permanecieron presos en manos de los golpistas. Allí se les aseguró que, por petición de los representantes extranjeros, se les perdonaría la vida si cooperaban. Los confabulados acusaron a los socialrevolucionarios de conspirar para derrocar al Directorio, como efectivamente hacían algunos de ellos cercanos a Víctor Chernov, pero la acusación era una simple excusa para la acción de los conservadores.
La resistencia al golpe fue nula, rindiéndose pronto las escasas fuerzas leales al Directorio. A pesar de la desazón entre algunas unidades checoslovacas por la caída del mismo, los acuerdos de Kolchak con sus principales mandos evitaron su intervención. Mientras, los representantes aliados mostraban su satisfacción con el golpe.
El Gobierno nombrado por el directorio, al escuchar la noticia en la madrugada del 18, se reunió con urgencia. Sin detenerse demasiado en las medidas para aplastar el golpe o liberar a los miembros del Directorio, Vinográdov y Vologodski plantearon la necesidad de implantar una dictadura, moción que fue rápidamente aprobada por el resto de los miembros del gobierno. Kolchak, ministro de Defensa y presente en la reunión y el jefe del Estado Mayor propusieron al general Bóldyrev, entonces ausente en el frente, para el cargo de dictador, pero la escasa relevancia nacional de este hizo que los ministros, casi por unanimidad, eligiesen a Kolchak, con importantes conexiones con los británicos.
La mañana del 18 de noviembre de 1918 comenzó la dictadura del almirante Aleksandr Kolchak, caudillo supremo y comandante en jefe de las fuerzas armadas. A la vez que ordenaba la liberación y exilio de los ministros detenidos y la investigación del golpe, ascendía a tres de los mandos involucrados en el acontecimiento: dos fueron ascendidos a coronel y el tercero a general de división.